# Durzyn
Durzyn [pronunciación en polaco: /ˈduʐɨn/] (en alemán: Durschin) es un pueblo ubicado en el distrito administrativo de Gmina Krotoszyn, dentro del Distrito de Krotoszyn, Voivodato de Gran Polonia, en el oeste de Polonia central. Se encuentra aproximadamente a 3 kilómetros  al noreste de Krotoszyn y a 87 kilómetros al sureste de la capital regional Poznan.